# Rio Cuejdiu
O Rio Cuejdiu é um rio da Romênia, afluente do Bistriţa, localizado no distrito de Neamţ.